# Bruay Communal Cemetery Extension
Bruay Communal Cemetery Extension is een Britse militaire begraafplaats met gesneuvelden uit de Eerste Wereldoorlog, gelegen in de Franse gemeente Bruay-la-Buissière in het departement Pas-de-Calais. De begraafplaats ligt aan de westrand van het dorpscentrum van Bruay-en-Artois, naast de gemeentelijke begraafplaats van Bruay. Er rusten 438 gesneuvelden. De begraafplaats werd ontworpen door Sir Edwin Lutyens en wordt onderhouden door de Commonwealth War Graves Commission. Aan de noordkant van het militair perk bevinden zich een Cross of Sacrifice en een Stone of Remembrance.

## Geschiedenis
De militaire uitbreiding aan de gemeentelijke begraafplaats werd in oktober 1914 door het Franse leger gestart, op een terrein dat toebehoorde aan de Compagnie des Mines de Bruay. In maart 1916 werd dit stuk van het front overgenomen door de Britse troepen, die de begraafplaats verder gebruiken. De militaire graven worden onderhouden door de Commonwealth War Graves Commission.
De begraafplaats telt 412 geïdentificeerde Britse graven. Er liggen ook 26 Duitsers graven.